# Islas Lucía
Las islas Lucía se encuentran en el Río de la Plata, y pertenecen a la República Argentina. Forman parte de una reserva biológica del Partido de San Fernando en la Provincia de Buenos Aires.

## Localización
Se ubican prácticamente en la estratégica confluencia de los ríos Paraná, Uruguay, y el Río de la Plata, hacia las coordenadas geográficas: 34°10′00″S 58°20′00″O / -34.16667, -58.33333. A pocos cientos de metros al noreste, al otro lado del canal Buenos Aires, se encuentran la también argentina isla Martín García, y la isla uruguaya Timoteo Domínguez, anteriormente llamada Islote Bauzá por la Argentina, quien disputó su posesión.
Las islas Lucía se encuentran al nornoroeste de la gran isla Oyarvide, ambas están separadas por el canal Lancha Petrel, el que anteriormente era denominado canal Solís. Este canal es el brazo de los Pozos del Barca Grande que sigue la derrota de navegación a la isla Martín García en las rutas por el Delta del Paraná.

## Historia
Fue escenario de otros combates durante el proceso de la independencia argentina y la llamada Guerra del Brasil. En sus aguas, en 1814 el almirante de las Provincias Unidas del Río de la Plata Guillermo Brown, derrotó a los realistas.
Tras la firma del Tratado del Río de la Plata entre la República Oriental del Uruguay y la República Argentina a mediados de 1973 estas islas quedaron bajo soberanía de la Argentina.
En 15 de diciembre de 2001 fueron bautizadas con su nombre actual por el Servicio de Hidrografía Naval argentino mediante el «Aviso 249».

## Geografía

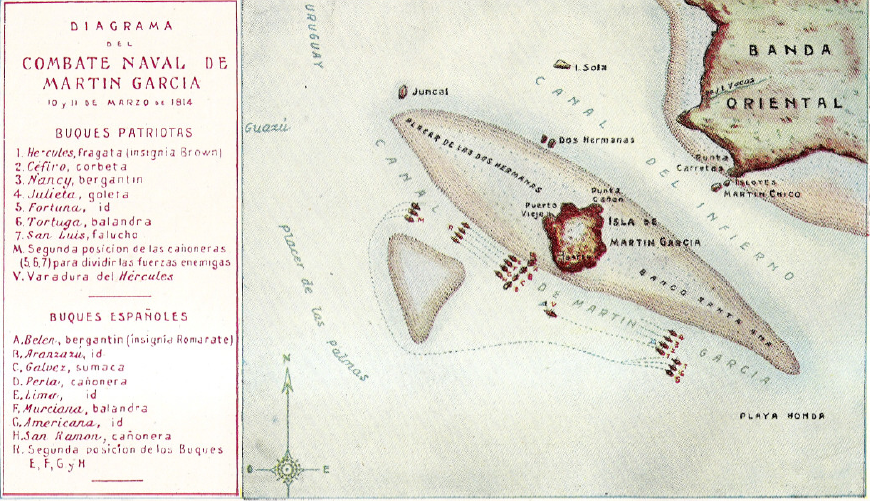
Combate de Martín García, en donde más tarde se formarían las Islas Lucía.

### Geología
Son de reciente formación a causa de los aluviones y la sedimentación de los ríos Paraná, y Uruguay. Dentro de algunas décadas estas islas también serán absorbidas por el Delta del Paraná.

### Sismicidad
La región responde a la «subfalla del río Paraná», y a la «subfalla del río de la Plata», con sismicidad baja; y su última expresión se produjo el 5 de junio de 1888 (136 años), a las 3.20 UTC-3, con una magnitud de 5,5 en la escala de Richter. (Terremoto del Río de la Plata de 1888).

### Flora
Los biomas predominantes son la selva ribereña en donde abundan el ceibo, el curupí, el sauce criollo, el higuerón, el laurel criollo, y el lapachillo, los pajonales de espadaña, y las playas con juncales, y bosques de transición entre estos ecosistemas.

### Fauna
Entre su fauna destacan los peces, y principalmente las aves. Entre los reptiles se cuentan 3 especies de tortugas acuáticas), ofidios, y ocasionalmente yacarés. Sus comunes distintas especies de batracios y algunos mamíferos como coipos (o nutrias roedoras), carpinchos, y ocasionalmente ciervos de los pantanos.

## Conservación
En el año 2000 la segunda y tercera sección de Islas de San Fernando en el Delta bonaerense fue declarada reserva de biósfera Delta del Paraná por la Unesco. La misma es coadministrada por el municipio de San Fernando, el gobierno provincial, una ONG ambientalista, y el «Plan Mab».
Específicamente las islas Lucía se encuentran bajo el control directo del Gobierno provincial, mediante el Ministerio de Asuntos Agrarios bonaerense, a cargo de la preservación de su flora y su fauna pues forman parte de una reserva biológica provincial: reserva natural integral Delta en Formación.

## Clima
La temperatura media anual es de 17 º C. En invierno la media mínima es de 8 °C, y la media máxima en verano es de 29 °C. La precipitación promedio anual es de 1000 mm

## Población
No posee población.